# Oxytropis gebleriana
Oxytropis gebleriana är en ärtväxtart som beskrevs av Alexander Gustav von Schrenk. Oxytropis gebleriana ingår i släktet klovedlar, och familjen ärtväxter. Inga underarter finns listade i Catalogue of Life.